# アン・アリソン
アン・アリソン (Anne Allison) は米国、デューク大学の文化人類学者。現代日本社会を専門としている。 
イリノイ大学シカゴ校で学士号を取得し、1986年にシカゴ大学から文化人類学の博士号を取得した。

## 研究
アリソンは、日本社会と政治経済システムとの関連について研究している。最初の著書であるNightwork: Sexuality, Pleasure, and Corporate Masculinity in a Tokyo Hostess Club では、東京でホステスとして働いた経験をもとに、サラリーマンの夜の社交生活を考察した。
2番目の著書であるPermitted and Prohibited Desires: Mothers, Comics, and Censorship in Japan では、マンガやその検閲等を通して日本の母子関係を分析した。
2006年の 『菊とポケモン―グローバル化する日本の文化力―』（Millennial Monsters: Japanese Toys and the Global Imagination）では、ゴジラ、鉄腕アトム、パワーレンジャー、セーラームーン、たまごっち、それにポケットモンスター等を通して、Cool Japanの勃興を日本の政治文化や資本主義の観点から考察している。
そして、2013年のPrecarious Japan（不安定な日本）では、日常生活や社会的生活において、日本人がどのように不安定さを経験してきたかに焦点を当てている。社会経済生活の構造的な条件と人々の生活スタイルとの関係性に着目している。1991年のバブル経済の崩壊までは、長期雇用や安定的所得は多くの日本人男性にとって手の届くものであり、彼らは家族を持ち、快適なミドルクラスの人生を送ることが可能であったが、現在では、フルタイムの職を得ることがどんどん困難になっており、希望が絶望になり、安定が不安に取って代わられている。しかしながら、まだ家や家族や一体感に希望を見出す人もいる。

## 書籍
- Nightwork: Sexuality, Pleasure, and Corporate Masculinity in a Tokyo Hostess Club (1994)
- Permitted and Prohibited Desires: Mothers, Comics, and Censorship in Japan (1995)
- "Millennial Monsters: Japanese Toys and the Global Imagination" (2006)
- "Precarious Japan" (2013)